# Don't Look Down (Skylar Grey)
Don't Look Down è il secondo album discografico in studio della cantante statunitense Skylar Grey, pubblicato nel 2013.

## Il disco
Il disco è stato anticipato, nel dicembre 2012, dalla pubblicazione del singolo C'mon Let Me Ride, a cui collabora Eminem. In Italia l'album è uscito per la Universal in formato digitale il 5 luglio 2013.

## Tracce
1. Back from the Dead (feat. Big Sean & Travis Barker) – 4:23
2. Final Warning – 3:40
3. Wear Me Out – 3:30
4. Religion – 3:09
5. C'mon Let Me Ride (feat. Eminem) – 3:38
6. Sunshine – 3:46
7. Pulse – 3:39
8. Glow in the Dark – 3:44
9. Shit, Man! (feat. Angel Haze) – 3:27
10. Clear Blue Sky – 3:49
11. Tower (Don't Look Down) – 4:02
12. White Suburban – 4:43

## Classifiche
| Classifica (2013) | Posizione raggiunta |
| ----------------- | ------------------- |
| Stati Uniti       | 8                   |